# Zog i els doctors voladors
Zog i els doctors voladors (títol original en anglès: Zog and the flying doctors) és un curtmetratge britànic del 2020, d'animació per ordinador, dirigit per Sean Mullin, guionitzat per Max Lang i Suzanne Lang, i produït per Magic Light Pictures en associació amb el canal de televisió BBC One.
La pel·lícula es basa en el llibre homònim, escrit per Julia Donaldson i il·lustrat per Axel Scheffler, que fou publicat en anglès el 7 de setembre de 2016 per l'editorial Alison Green Books. El 12 de novembre de 2019 s'anuncià que es forjaria una nova versió cinematogràfica del drac Zog i que es publicaria a la tarda del Dia de Nadal de 2020. Finalment, el 22 de març de 2021 fou publicada al Regne Unit en format DVD. A l'Estat espanyol la distribució anà a càrrec de Rita & Luca Films a partir del 16 d'abril de 2021 i estigué disponible en català i en castellà.

## Argument
La princesa Perla Llessamí, el cavaller Jordi Rodalmon i el drac Zog formen un equip de metges d'allò més vocacional. Els tres estan decidits a curar tot tipus de criatures: ja sigui una sirena cremada pel sol, com un lleó amb la grip o un unicorn angoixat. Però el pitjor dels malalts serà el rei, l'oncle de la Perla Llessamí, que desconfiarà de les aptituds de la seva neboda i no acceptarà que hagi triat ser metgessa en comptes d'aristòcrata. Aconseguiran curar el rei o, dit d'una altra forma, es deixarà finalment curar el rei?

## Repartiment de veus
Els personatges foren interpretats amb les següents veus:
| Personatge                     | Veu en anglès   |
| ------------------------------ | --------------- |
| Narrador                       | Lenny Henry     |
| Drac Zog                       | Hugh Skinner    |
| Princesa Perla Llessamí        | Patsy Ferran    |
| Princesa Perla Llessamí (jove) | Rosabel Lawson  |
| Cavaller Jordi Rodalmon        | Daniel Ings     |
| Sirena cremada pel sol         | Alexandra Roach |
| Unicorn angoixat               | Mark Bonnar     |
| Lleó engripat                  | Lucian Msamati  |
| Rei (oncle de Perla Llessamí)  | Rob Brydon      |